# Ymir (maan)
Ymir is een natuurlijke maan van Saturnus.
De maan is op 7 augustus 2000 ontdekt door het team van Brett Gladman en kreeg de voorlopige naam S/2000 S1. Daarnaast staat deze maan bekend als Saturnus XIX. Het kreeg augustus 2003 de definitieve naam Ymir. Dit is een vernoeming naar Ymir, het oudst ontstane levende wezen uit de Noordse mythologie.  
Ymir behoort tot de Noorse groep van manen van Saturnus, een grote groep met retrograde onregelmatige banen met namen uit de Noordse mythologie. De uitzondering hierop is Phoebe met een naam uit de Griekse mythologie. 